# Vogeltor

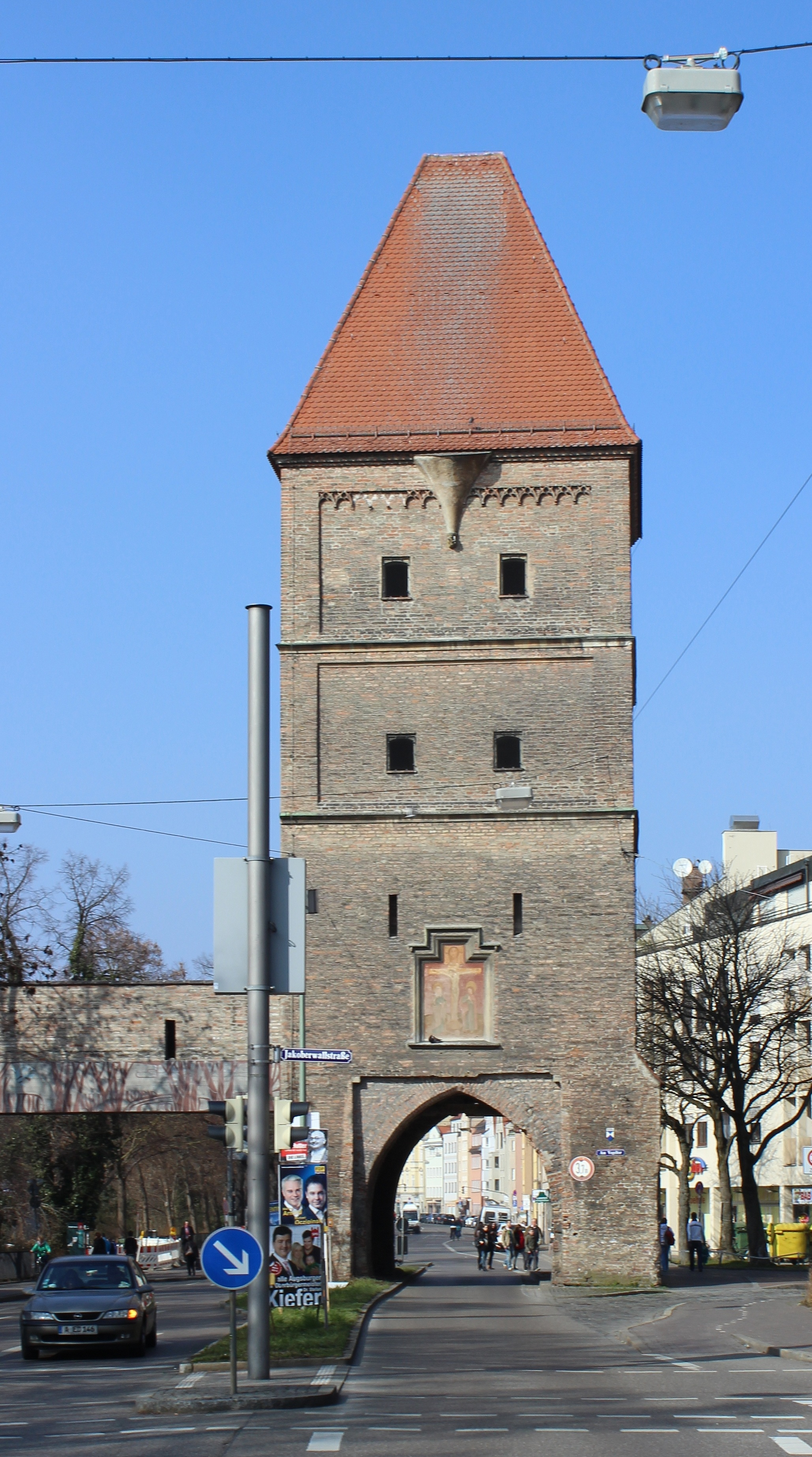
Der Turm des Augsburger Vogeltores (Südseite), 2014

Das Vogeltor in Augsburg ist ein Teil der ehemaligen Stadtmauer und diente früher als Einlass in die Jakobervorstadt, die sich auf dem Gebiet des heutigen Planungsraumes Augsburg-Innenstadt befindet.

## Lage und Architektur
Das Vogeltor steht auf der Straße Oberer Graben, nahe der östlich abzweigenden Straße Vogelmauer. Westlich des Torbaues liegt das Dominikanerinnenkloster St. Ursula. Stadteinwärts führt kurz nach dem Vogeltor der westlich vom Oberen Graben abzweigende Neue Gang in die Augsburger Altstadt.
Der überwiegend schmucklose Torturm von 1445 ist quadratisch und hat vier außen ablesbare Geschosse, ist aber im Inneren leer. Äußerlich stellt sich der Torturm als hochmittelalterlicher (gotischer) Backsteinbau dar. Die Durchfahrt ist spitzbogig und wird von einem dreijochigen Sternrippengewölbe mit großem, hängenden Schlussstein mit Rosette abgeschlossen. Das Dach ist heute als hohes Walmdach ausgebildet; ursprünglich hatte der Torbau ein flaches Walmdach.
Das Turmbauwerk des Vogeltors ist als „schutzwürdiges Kulturgut“ ausgewiesen.

## Geschichte

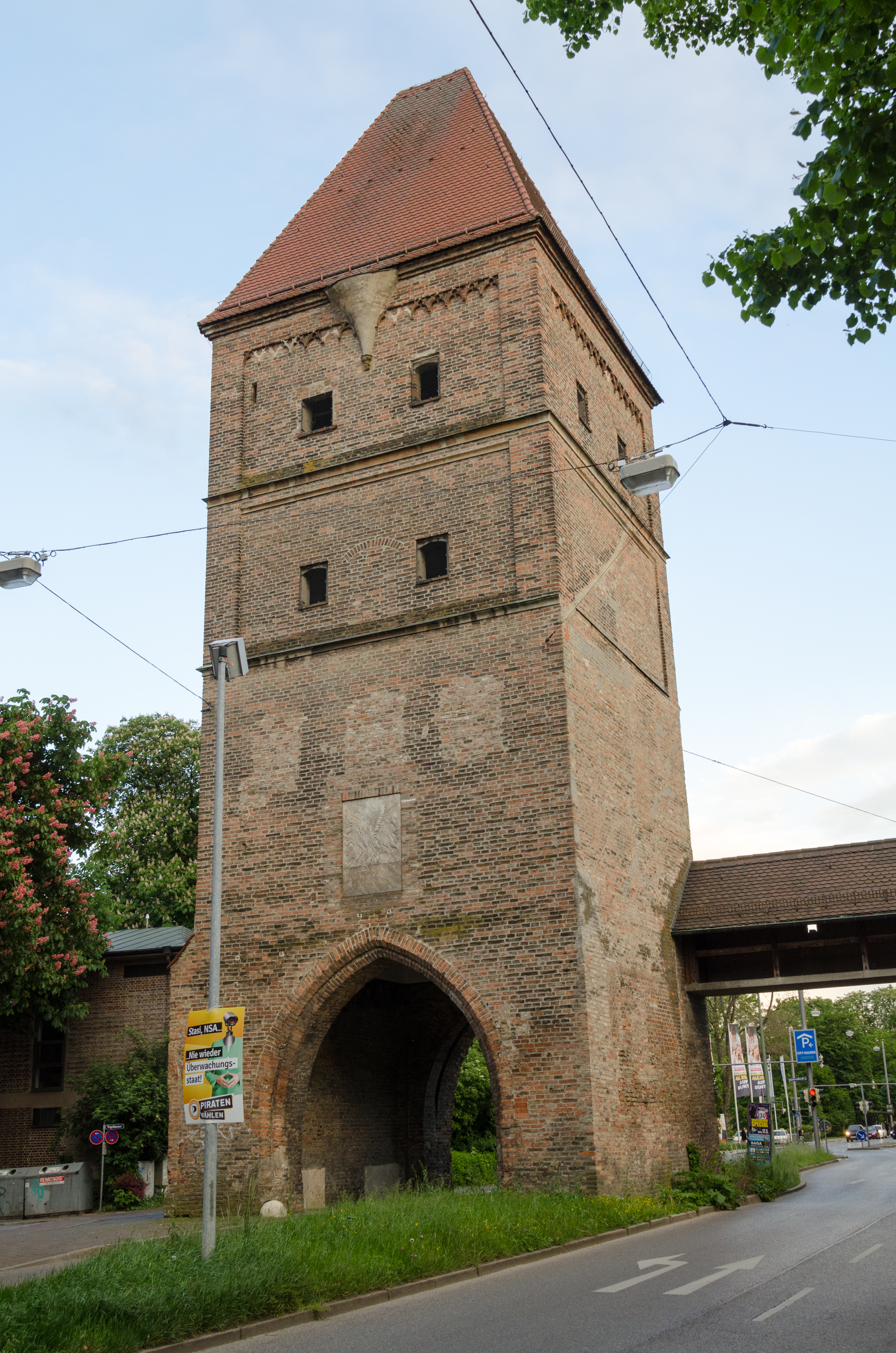
Nordseite des Vogeltors, rechts der Wehrgang, 2014

### Baugeschichte

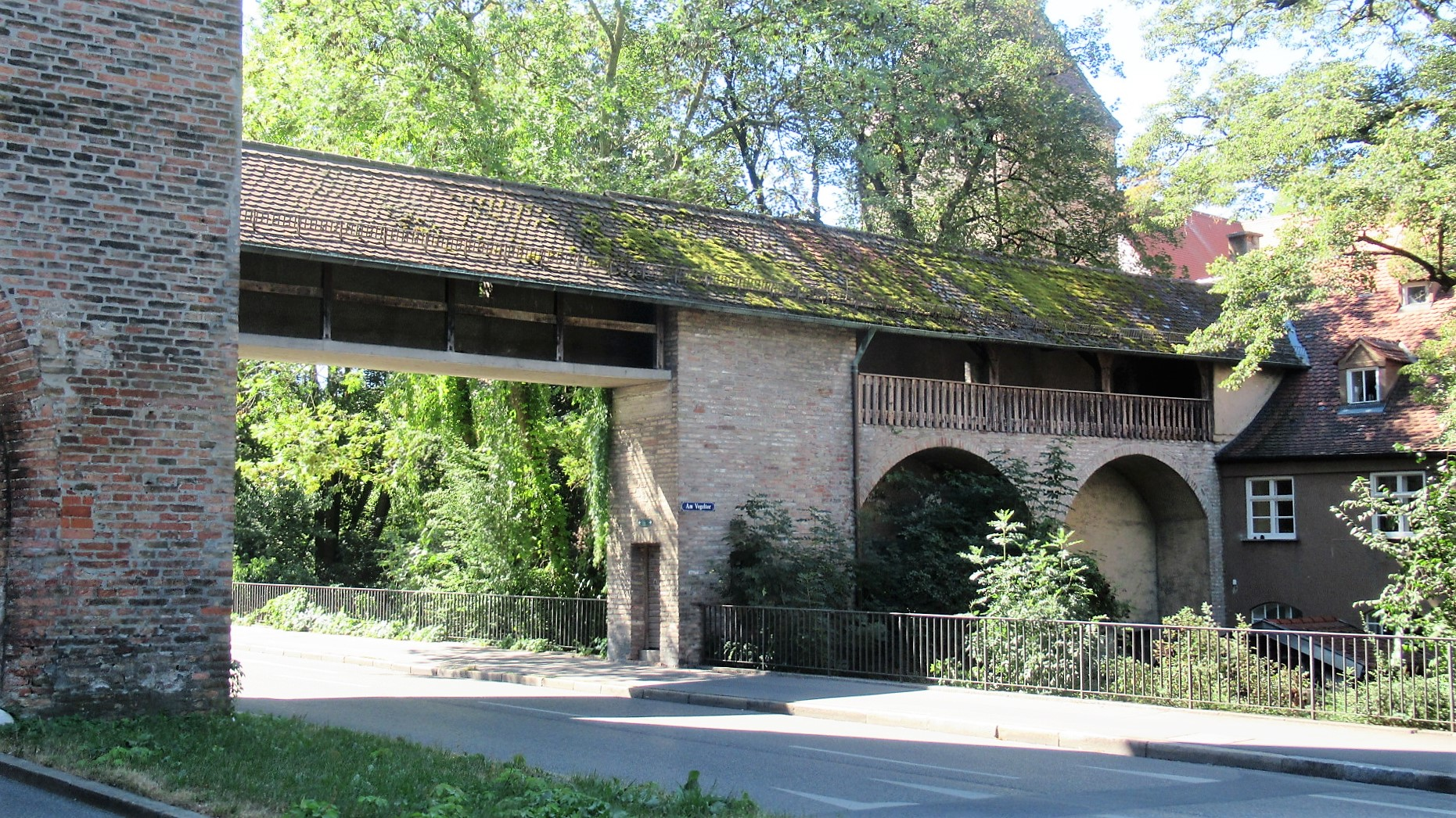
Stilisierter Wehrgang neben dem Vogeltor (Nordseite), 2018

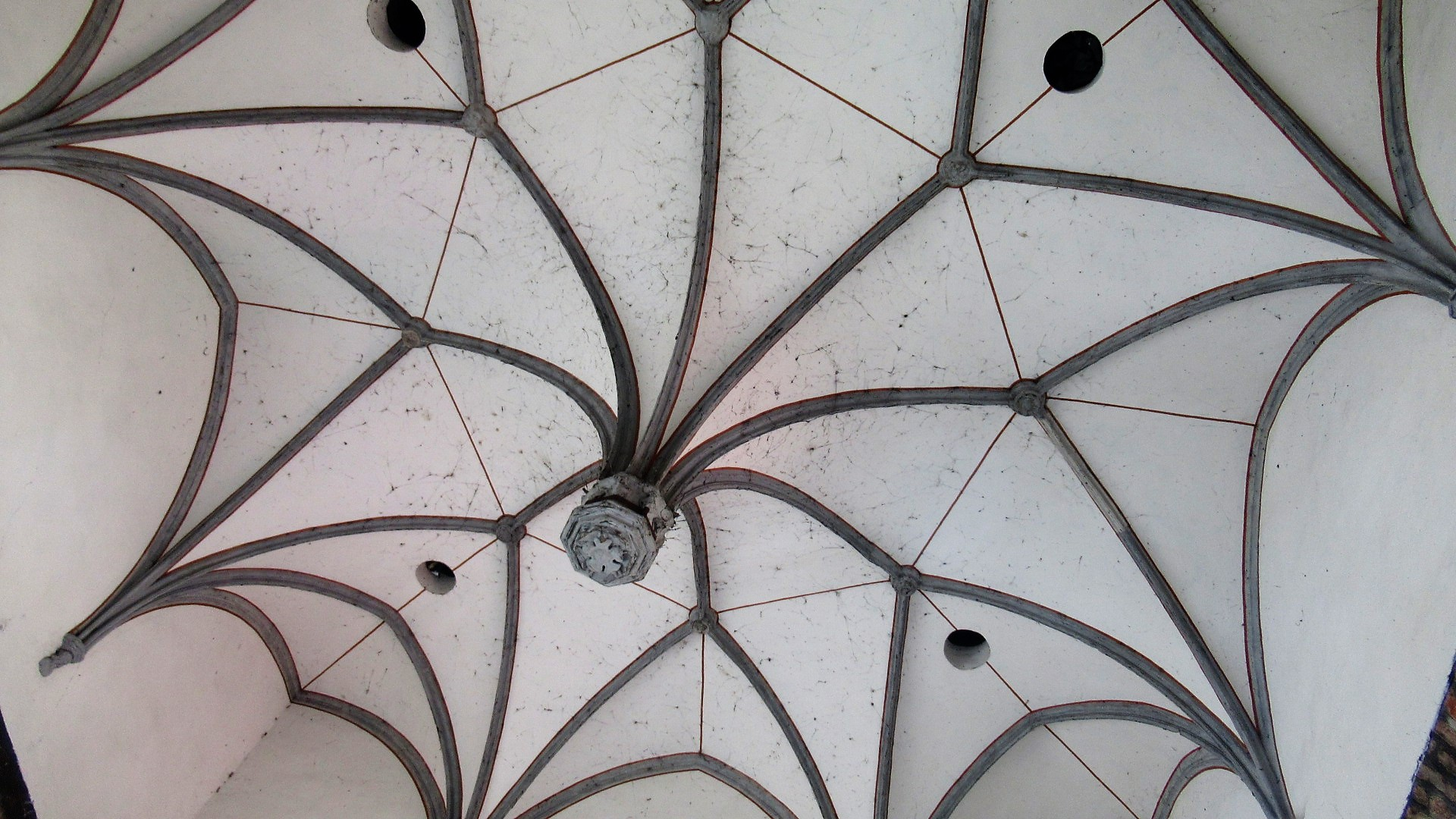
Sternrippengewölbe über der offenen Durchfahrt, 2018

Das Vogeltor wurde 1445 im Auftrag des damaligen Augsburger Bürgermeisters Konrad Vögelin als quadratischer, viergeschossiger Torturm erbaut. Der Turm ersetzte einen Vorgängerbau an derselben Stelle, der 1374/75 zusammen mit einer Zugbrücke – über die der direkt vor dem Tor gelegene Stadtgraben überquert werden konnte – errichtet worden war.
Etwa 1880, die Schutzfunktion des Tores war schon lange hinfällig geworden, wurde der Stadtgraben an dieser Stelle aufgeschüttet und die Brücke abgerissen.
Im Zweiten Weltkrieg wurde der Turm in der Nacht vom 25. auf den 26. Februar 1944, der sogenannten Augsburger Bombennacht, durch Luftangriffe der Alliierten schwer getroffen und brannte aus – lediglich der gotische Torbogen blieb unbeschädigt. An dieses Ereignis erinnert eine Gedenktafel, die sich an der stadtseitigen Nordseite des Turms oberhalb des Torbogens befindet (siehe Details).
Nach dem Zweiten Weltkrieg baute die Stadt das Vogeltor bis 1954 wieder auf. Der schwer beschädigte Seitenbau wurde unter Protest entfernt. Stattdessen baute man bis 1966 einen stilisierten, stadtseitig offenen und mit einem Pultdach überdachten Wehrgang an das Vogeltor an. Er führt über die westlich neben dem Torturm gelegene, stadtauswärts führende Fahrbahn und markiert den Verlauf des alten Stadtgrabens und der alten Stadtmauer.

### Namensherkunft
Es ist nicht geklärt, woher das Vogeltor seinen Namen hat. Die am weitesten verbreitete These besagt, dass es nach dem Auftraggeber für den Bau, dem damaligen Bürgermeister Konrad Vögelin, benannt wurde.
Andererseits bewohnte von 1403 bis 1409 nachweislich ein Vogelfänger den vorhergehenden Torbau, so dass auch dieser Einfluss auf die Namensgebung gehabt haben könnte.
Eine dritte Möglichkeit bietet die Überlieferung, dass bei der Grundsteinlegung unzählige Vögel über die Baustelle geflogen sein sollen.

### Sonstiges
Über die Geschichte des Vogeltors gibt es eine Anekdote: Als der Neubau 1445 durch die Mitglieder des Stadtrates abgenommen werden sollte, behauptete ein Repräsentant der Stadt, das Tor und dessen aufgesetzter Turm seien schief. Da dem Baumeister in der Not keine andere Möglichkeit einfiel, stieg er auf den Turm, streckte seinen Hintern aus einem der Fenster und verrichtete sein „Geschäft“. Dieses fiel im Lot herunter und berührte nicht die Wand, so dass die korrekte Bauweise erwiesen war. An dieses Ereignis erinnern zwei Steinfiguren an der Wand des Torturmes (siehe Details).

## Details
An der Südseite, der früheren stadtabgewandten Außenseite des Torturmes, befindet sich oberhalb des Torbogens in einer umrahmten Wandnische ein großes Wandgemälde. Es zeigt eine Kreuzigungsgruppe.
An der gegenüberliegenden, stadtseitigen Nordseite des Torturmes wurde oberhalb des Torbogens eine Gedenktafel angebracht, die an die Bombennacht und die weitgehende Zerstörung des Vogeltors im Zweiten Weltkrieg erinnert. Sie besteht aus einer Steintafel und zeigt im oberen Teil einen stilisierten Vogel, der von Flammen umgeben ist. Darunter steht folgende Inschrift:
An den beiden Durchfahrtsseiten an der Süd- und Nordseite befindet sich jeweils mittig auf der Wand des Torturmes und direkt unterhalb des Daches eine pilasterartige, gemauerte und verputzte Wandvorlage in Form eines großen, halben Trichters, die jeweils unten mit einer Steinfigurengruppe bzw. Steinfigur abgeschlossen ist. Diese Steinfiguren erinnern an die Anekdote über die Geschichte des Vogeltors und dessen Baumeister.

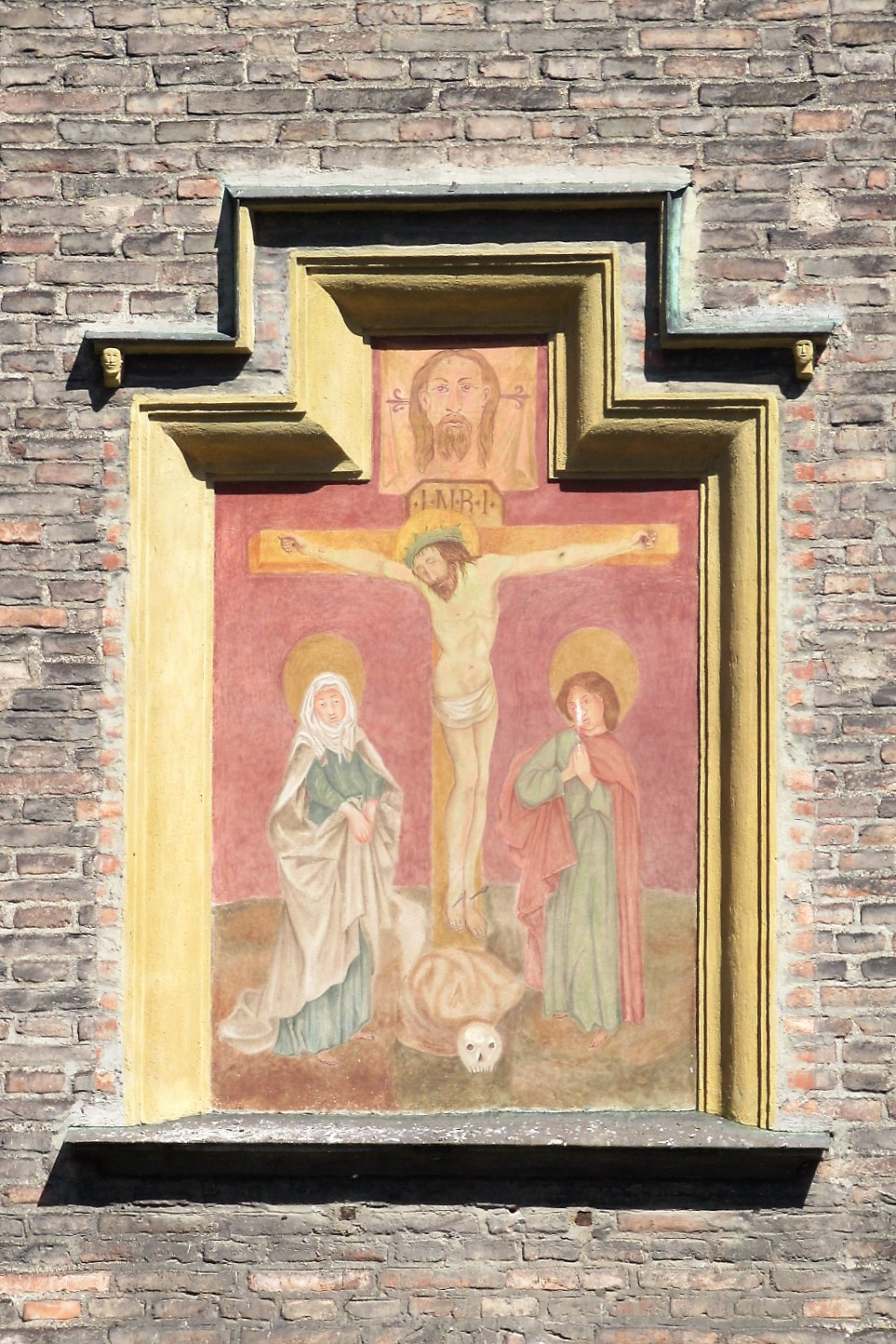
Wandgemälde (Kreuzigungsgruppe) an der Südseite des Turms, oberhalb der Durchfahrt
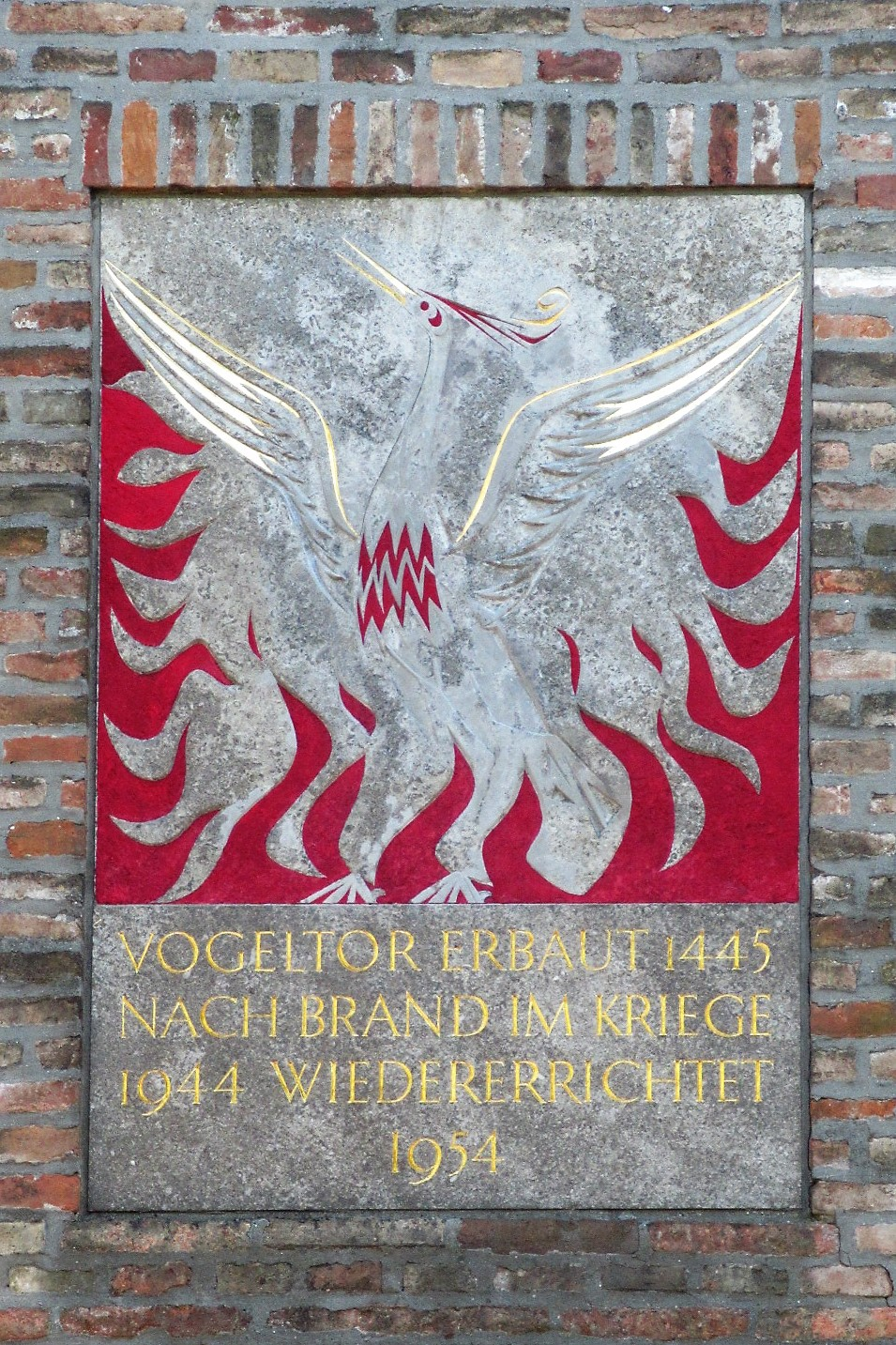
Gedenktafel an der Nordseite des Turmes, oberhalb der Durchfahrt
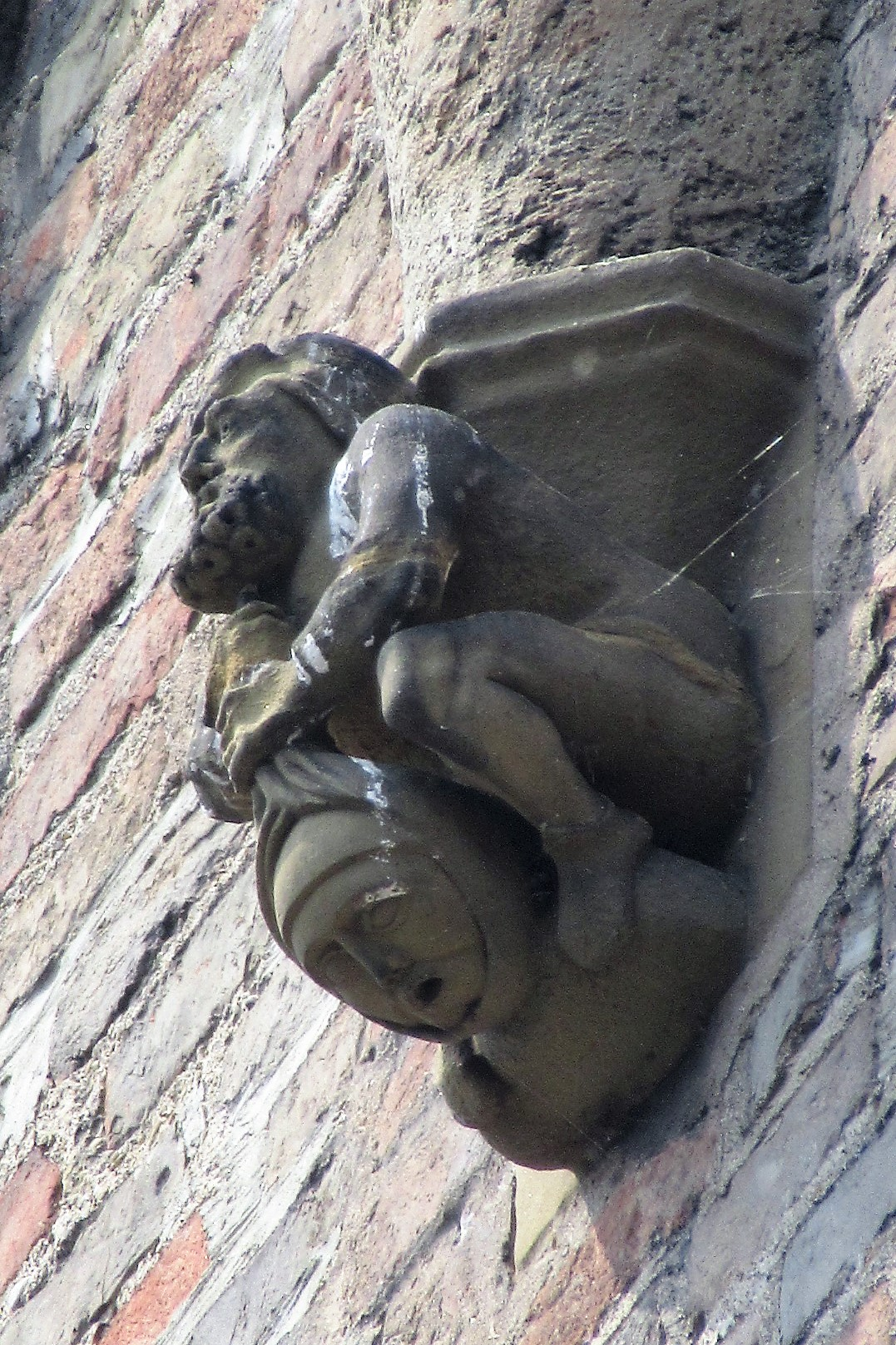
Steinfigurengruppe an der Südseite des Turmes, am Fußpunkt der Wandvorlage unterhalb des Daches
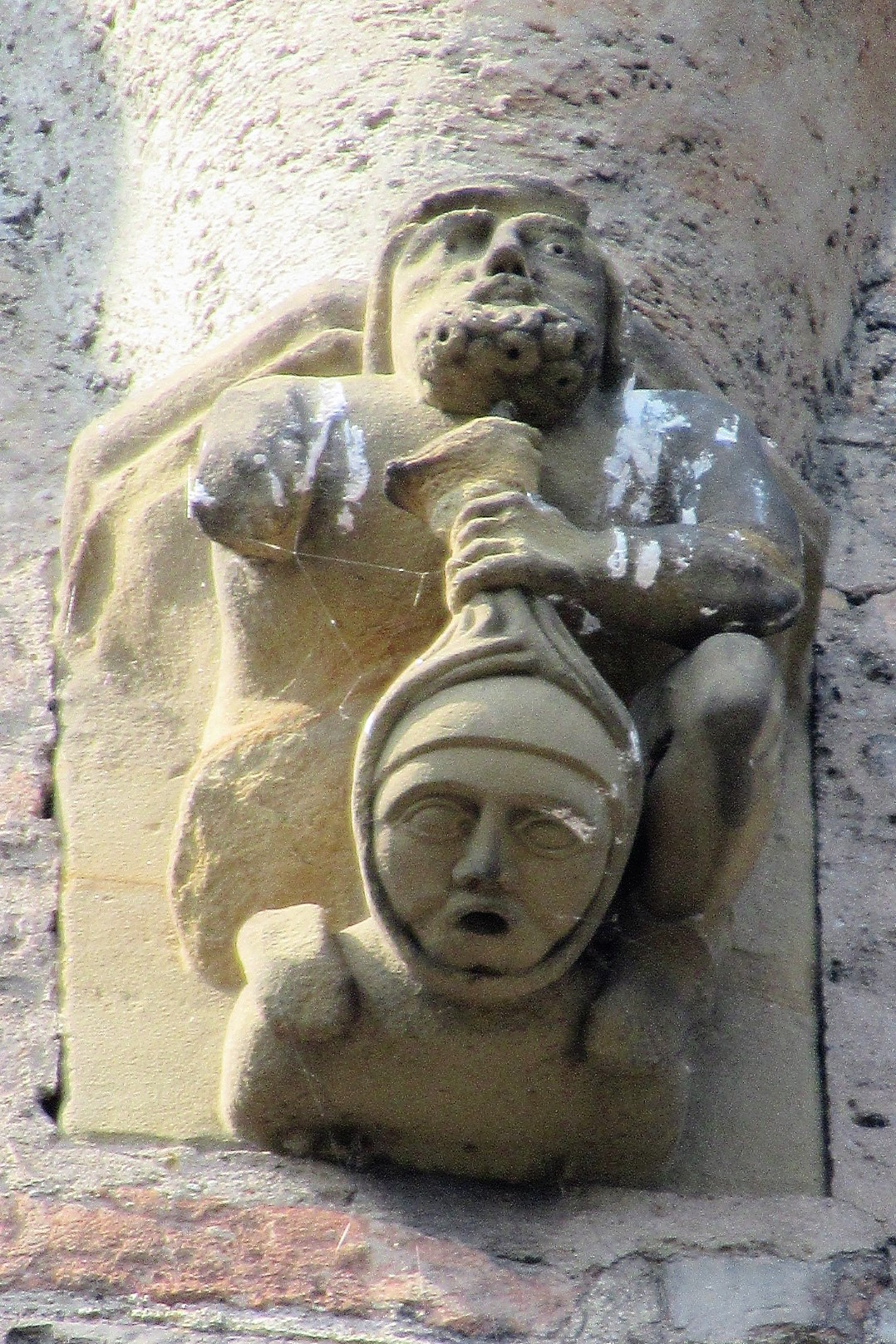
Steinfigurengruppe an der Südseite
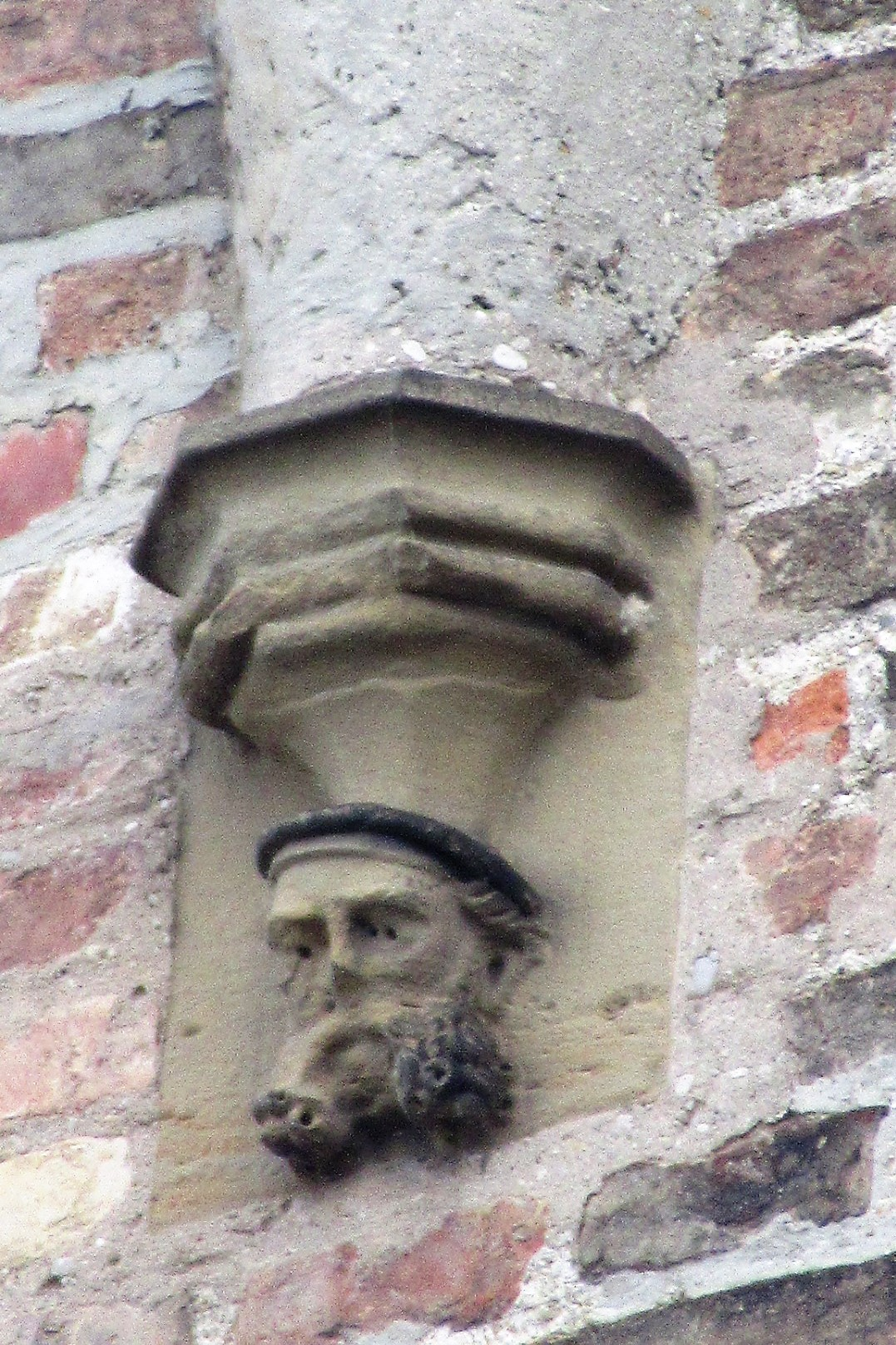
Steinfigur an der Nordseite des Turmes, am Fußpunkt der Wandvorlage unterhalb des Daches